# 司徒宇斌
司徒宇斌（英語：Sitoh Yih Pin，1963年12月2日—），新加坡華裔政治人物，人民行动党党员。他是波东巴西单选区的国会议员，同时是新加坡会计公司Nexia TS公共会计公司的主席。

## 会计生涯
1987年，司徒宇斌凭会计学士学位毕业于新加坡国立大学，是新加坡和澳大利亚的注册特许会计师，曾任毕马威审计经理，之后于1993年创办Nexia TS公共会计公司（Nexia TS Public Accounting）。

## 政治生涯
司徒宇斌于2001年首次踏足政界，代表人民行动党挑战自1984年起一直担任波东巴西单选区议员的詹时中，最终以47.6%的得票数告负。2006年，他再度挑战詹时中，又以44.2%的票数告负。到了2011年，服务波东巴西选区27年的詹时中转战碧山-大巴窑集选区，但失败，而司徒宇斌的对手变成了詹时中的妻子罗文丽。两人的对决是2011年选战中结果最近的一场，司徒以114张票50.36%的投票率胜出。2011年5月9日，司徒正式出任国会议员。2015年大选中，他成功留任。2017年1月，司徒入选行动党中委会。
司徒宇斌目前担任波东巴西市镇会主席及波东巴西草根组织顾问，也是人民行动党社群基金会执行成员。

## 其他职务
司徒还是多家企业的董事会人员。

### 董事成员
- Labroy Marine（1996年10月 - 2008年1月，非执行董事）
- 联明集团（1999年 - 2015年7月）[12]
- Nera Telecommunications（Nera通讯，1999年4月 - 2013年2月）
- Chinasing Investment Holdings（中兴投资控股，2000年8月 - 2012年5月）
- United Food Holdings（联合食品控股，2000年12月 - 2015年10月，非执行董事） [13]
- Meiban Group（铭板集团，2001年至今，非执行董事）
- 新海逸集团（2002年6月 - 2003年12月）
- Allied Technologies（联合科技，2003年5月 - 2015年10月）
- HanKore Environment Tech Group（汉科环境科技，2003年10月 - 2004年5月，非执行董事）
- PNE Micron Holdings（PNE美光控股，2002年3月 - 2011年3月）
- WPG International（WPG国际，2013年 – 至今）
- TalkMed Group（德康集团，2013年12月 - 至今，非执行董事）[8]
- ISEC Healthcare（ISEC医疗，2014年 - 至今，非执行董事）[14]

## 荣誉

### 外国勋章奖章
- 大英帝国司令勋章（英国，2014年颁发[15]）：随总统陈庆炎对英国进行国事访问。